# Мул Сергій Анатолійович
Сергій Анатолійович Мул (нар. 27 липня 1973, Лисогірка, Хмельницька область) — генерал-майор Державної прикордонної служби України (ДПСУ), начальник (2019-2023) Південного регіонального управління ДПСУ, учасник російсько-української війни.

## Життєпис та кар'єра
Сергій Мул народився 27 липня 1973 року в Лисогірці Летичівського району Хмельницької області. Після закінчення середньої школи навчався у Хмельницькому вищому артилерійському командному училищі, а пізніше — в інституті Прикордонних військ України, Національній академії Прикордонних військ України, яку закінчив з відзнакою. В 1994 році прийшов до прикордонної служби України. Починав службу старшим контролером застави прикордонного контролю. Шість років (2013—2019 рр.) очолював ОКПП «Київ». В той час був нагороджений орденом Богдана Хмельницького III ступеня. Під час АТО ніс службу на Сході України,[джерело?] також обіймав посаду заступника директора Департаменту охорони держкордону. 18 листопада 2019 року був представлений особовому складу як новий командувач Південного управління ДПСУ[джерело?]

## Критика
У вересні 2023 року, їхав за кермом напідпитку, і коли був зупинений поліціянтами почав погрожувати і лаятися на правоохоронні органи за те, що вони його не відпустили, намагалися перевірити алкотестом і скласти протокол. На "допомогу" Мул навіть викликав озброєних людей у військовій формі.
Після цього він був знятий з посади командувача Південного регіонального управління Державної прикордонної служби. За даними Української правди він не був звільнений, а був переведений в Адміністрацію ДПСУ.
За даними деяких активістів і ЗМІ у Мула є наближена до нього людина, можливо коханка - пресофіцерка Південного регіонального управління ДПСУ України і ймовірна прессекретарка Мла Іванна Плантовська. У січні 2023-го вона вихвалялася своїми здобутками і відпочинком в Парижі.
За даними Борислава Берези, Мула на посаду командувача Південного регіонального управління Державної прикордонної служби привів кум сина колишнього генпрокурора Пшонки Вадим Слюсарєв.
За даними Андрія Боєчки, у Мула під час обшуків ДБР знайшли незадекларовану будівлю вартістю 6 мільйонів доларів, 40 мільйонів гривень готівкою та іноземну валюту. Під час обшуку власної квартири (м. Одеса) було виявлено 587 тисяч доларів та 380 тисяч євро. Крім цього, документи про власність в Італії та Іспанії та рахунки на 16 млн доларів в іноземних установах. На додаток до цього у Мула виявили паспорт громадянина Колумбії на ім'я Хорхе Фернандес, а також велику суму готівки в євро, доларах та білоруських рублях, три банківські картки, одна з них – швейцарського Credite Suisse.

## Судові справи
У 2024 році закінчилися судові справи, які розпочаті 20 грудня 2022 року про  недостовірні дані до електронній декларації за 2021 рік. Судовий розгляд тривав 36 місяців. Вищий антикорупційний суд, провадження закрив і виправдав за відсутності складу злочину і у травні 2024 року Верховним судом усі рішення судів залишені без змін, однак прокурори з САП рішення не прийняли. Рішення набули законної сили. У 2025 відбулось судове слухання до Держави за незаконне притягнення до кримінальної відповідальності. [джерело?]

## Нагороди
- Орден Богдана Хмельницького III ступеня (2012) — за значний особистий внесок у підготовку і проведення в Україні фінальної частини чемпіонату Європи 2012 року з футболу, успішну реалізацію інфраструктурних проектів, забезпечення правопорядку і громадської безпеки під час турніру, піднесення міжнародного авторитету Української держави, високий професіоналізм.
- Орден Орден Данила Галицького (2022) — за особисту мужність і самовідданість, виявлені у захисті державного суверенітету та територіальної цілісності України, вірність військовій присязі, сумлінне та бездоганне виконання службового обов'язку[20].